# Dragan Kićanović
Dragan Kićanović (Servisch: Драган Кићановић) (Čačak, 17 augustus 1953) is een Servisch voormalig basketballer en minister en diplomaat.

## Carrière
In de jaren '70 speelde Kićanović basketbal samen met Dražen Dalipagić, en samen vormden ze een succesvol duo als leden van Partizan Belgrado. In de internationale clubcompetitie won Kićanović twee opeenvolgende Europese FIBA Korać Cup kampioenschappen, met KK Partizan, in de seizoenen 1977-78 en 1978-79. Hij scoorde 33 punten in de finale van 1977-78 (naast de 48 punten van Dalipagić), en 41 punten in de finale van 1978-79.
Bovendien won hij met Scavolini Pesaro in het seizoen 1982-83 ook een Europese titel in de FIBA Europacup voor Bekerwinnaars (FIBA Saporta Cup) op het 2e niveau. Met Partizan Belgrado won Kićanović ook drie Joegoslavische  kampioenschappen, in de jaren 1976, 1979 en 1981, en een Joegoslavische beker in 1979. Hij was driemaal lid van het FIBA Europees Selectie Team, in 1976, 1978, en 1981.

## Nationale ploeg
Kićanović speelde van 1973 tot 1983 in het nationale basketbalteam van Joegoslavië en nam deel aan alle grote internationale FIBA-competities: de FIBA EuroBasket, de FIBA Wereldbeker en de Olympische Zomerspelen. Hij won de FIBA EuroBasket drie keer: in 1973, 1975, 1977. Hij werd tweemaal verkozen tot het EuroBasket All-Tournament Team, tijdens het toernooi van 1979, en tijdens het toernooi van 1981.
Op de Olympische Zomerspelen won Kićanović de zilveren medaille op de Olympische Zomerspelen van 1976 en de gouden medaille op de Olympische Zomerspelen van 1980. Op de FIBA Wereldbeker won hij de zilveren medaille op het FIBA Wereldkampioenschap van 1974, en hij werd gekozen tot Meest Waardevolle Speler van het toernooi. Hij won ook de gouden medaille op het FIBA Wereldkampioenschap van 1978, en de bronzen medaille op het FIBA Wereldkampioenschap van 1982. Hij was de topscorer van het totaal aantal gescoorde punten van het Wereldkampioenschap 1982, want hij scoorde een totaal van 190 punten. Hij werd ook genoemd in de All-Tournament Teams van de toernooien van zowel 1978 als 1982. Hij is een van de topscorers aller tijden in de geschiedenis van het FIBA Wereldkampioenschap, met een totaal van 491 punten op het toernooi.

## Latere carrière
Kort na zijn pensionering als basketballer werd Kićanović benoemd tot vice-president bij KK Partizan, onder het presidentschap van Tomislav Jeremić. Met de verdeling van taken, was Jeremić vooral betrokken bij de zakelijke kant, terwijl Kićanović de leiding had over de ploeg, en beslissingen nam over alles van spelers tot coach aankopen. Hij haalde onmiddellijk Zoran Slavnić binnen, zijn voormalige teamgenoot van het Joegoslavische nationale team, waar de twee deel uitmaakten van het beroemde één-twee back-court guard duo, als de nieuwe hoofdtrainer van de club.
In de Jaren 90' was hij voor een korte periode minister van Sport en Jeugd. Sinds 2013 is hij consul-generaal in Triëste.

## Erelijst
- 3x Joegoslavisch landskampioen: 1976, 1979, 1981
- 1x Joegoslavisch beker winnaar: 1979
- 1x Saporta Cup: 1983
- 2x Korać Cup: 1978, 1979
- Olympische Spelen: 1x , 1x
- Wereldkampioenschap: 1x , 1x , 1x
- Europeeskampioenschap: 3x , 1x , 1x
- Middellandse Zeespelen: 2x